# Sekei
Sekei ist ein Verwaltungsbezirk (Ward) des Distrikts Arusha (CC) in der tansanischen Region Arusha.

## Geografie
Sekei liegt im Norden von Tansania. Er ist ein Bezirk im Zentrum von Arusha und liegt zwischen der Arusha-Moshi-Road (Nationalstraße T2) im Norden und der Nyerere Avenue im Süden. Die Grenze im Westen bildet der Fluss Naura, im Osten der Fluss Kijenge. Zentral durch den Bezirk fließt der Fluss Themi von Norden nach Süden.
Bei der Volkszählung 2022 lebten hier 7707 Menschen in 2489 Haushalten.

## Gliederung
Der Bezirk besteht aus sechs Stadtteilen (Mtaa):
- Sanawari
- Naurei
- Mtaa wa AICC
- Mtaa wa Mahakamani
- Naura
- Goliondoi

## Wirtschaft und Infrastruktur
- Gesundheit: Das Arusha Regional Referral Hospital ist ein 1915 eröffnetes öffentliches Krankenhaus.[5] Ebenfalls öffentlich ist das AICC, ein Krankenhaus auf Distriktebene.[6] Die beiden Apotheken Sekei und Sanawari werden privat geführt.[7][8]
- Öffentliche Gebäude: In Sekei befinden sich die zentrale Polizeistation, das Gebäude der Regionalregierung, der Oberste Gerichtshof und das Verwaltungsgebäude der Tanesco, der tansanischen Elektrizitätsgesellschaft.[9]

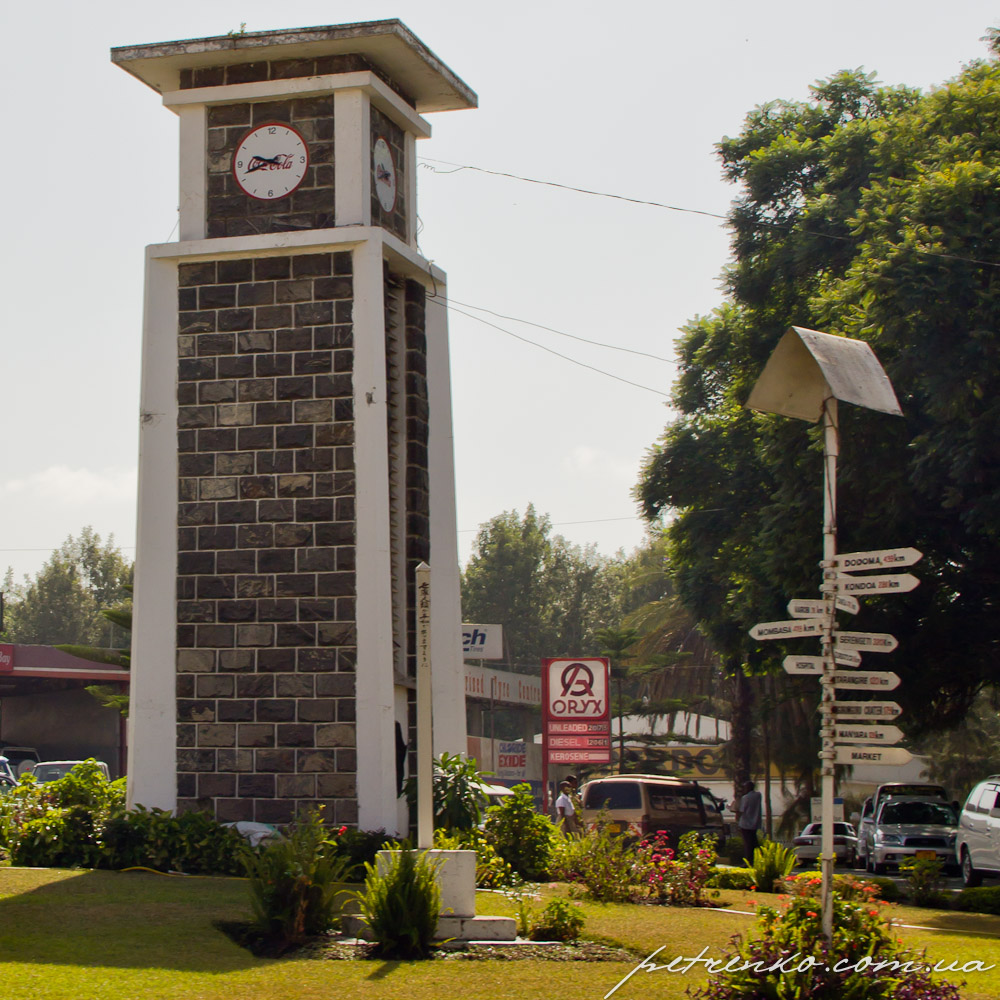
Arusha Clock Tower

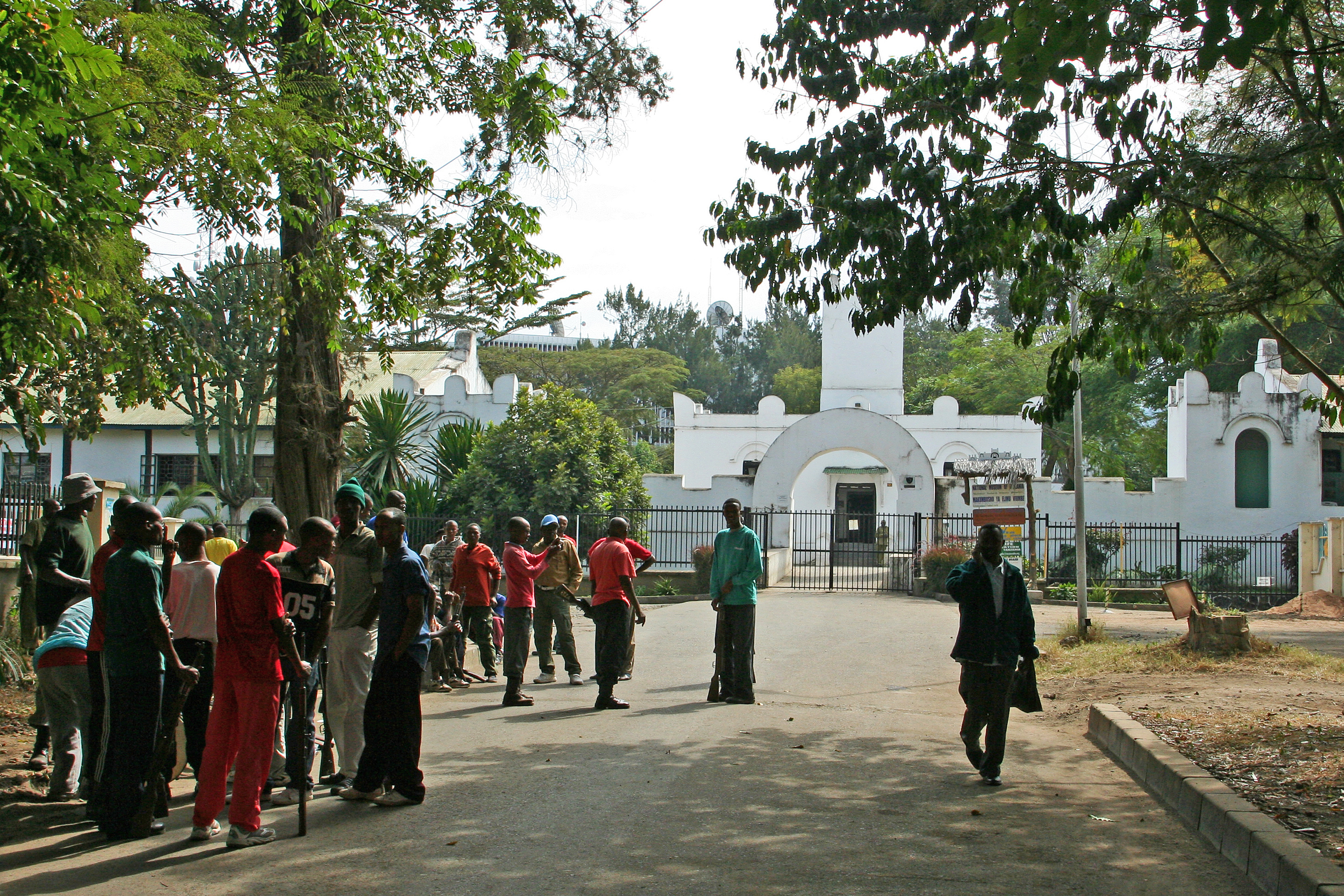
National Natural History Museum

## Sehenswürdigkeiten
- Der Arusha Clock Tower steht angeblich genau zwischen Kairo und Kapstadt und soll auch der Mittelpunkt der drei Länder Uganda, Kenia und Tansania sein.[10]
- Das Naturhistorische Museum (National Natural History Museum) ist in der Boma, dem ehemaligen deutschen Kolonial-Militärkomplex, untergebracht. Es ist das bedeutendste der sieben Naturkundemuseen in Tansania.[11]
- Das Arusha International Conference Centre ist im Eigentum der tansanischen Regierung und bietet 1350 Sitze in 13 Besprechungsräumen.[12][13]